# Sant Esteve de la Riba
Sant Esteve de la Riba és una església del municipi de les Llosses inclosa en l'Inventari del Patrimoni Arquitectònic de Catalunya.

## Descripció
Construïda damunt d'un turó, es troba annexa al mas La Riba. És d'estil romànic amb una sola nau, amb volta un xic apuntada, l'absis orientat a llevant. La coberta és amb teula àrab i la porta s'obre a la façana sud. Es troba en perfecte estat de conservació. En l'angle sud-oest, té un petit campanar.

## Història
L'església es troba annexa al Mas de la Riba, que degué tenir origen en la primitiva rectoria. En el segle IX el comte Bernat de Cerdanya va fer donació de l'església al monestir de Ripoll, donació que es confirmà el 1080. L'edifici actual és del segle xii, i va ésser restaurat totalment pel seu propietari Moisés Torrents vers els anys seixanta del segle xx.
Té una torre campanar, que tenia dues campanes, de les quals es conserva una que té una inscripció en llatí:
+AMADEUS-VOCITOR
BENEDICTA-DIE-IV-IULII-A-D-MCMXLVIII
MOYSES-TORRENS-GUILLEMOT-DONO-DEDIT
PATRINIS
IGNATIUS-AMAT-MONSET
JOSEPHA-GUILLEMOT-SINGLA
CONSERVA-QUOS-VOCO-DOMINE-ET-NOXIAS-AMOVE-TEMPESTATIS
Barberí 
Fundidor
Olot
Traducció:
Amadeu, qui crida.
Beneïda el dia 4 de juliol de l'Any del Senyor.
Moisés Torrents va dedicar el regal.
Fadrins:
Ignasi Amat Montset
Josepa Guillemot Singla
Conserveu-la bé per fer cridar al Senyor i allunyar les tempestats
Barberí
Fundidor
Olot
Al seu  interior podem veure 5 finestrals, dels quals, 4 en tenen vitralls. Cada vitrall representa les 4 estacions amb els seus noms en llatí.
També hi ha un cor que conté l'inici d'un psalm de la bíblia: Laudate dominum in sanctus ejus (psalm 150). En canvi a l'arc triomfal, podem observar un fragment d'un altre llibre de la bíblia: Ecce video coelos apertos et filium hominis stantem a dextris Dei (Fets Apòstols 7,55). A la part de damunt de l'absis hi ha pintat un Crismó envoltat d'una corona floral i de dues palmes.
Hi havia un senzill retaule barroc, amb boniques imatges típiques del barroc popular. Moisés Torrents va aconseguir dessacralitzar l'esglèsia en un judici. Vàries dècades més tard va ser venut per un tal Santmartí en un antiquari. El comprador del retaule va ser un col·legi de l'Opus del País valencià. Per aquest motiu, aquest retaule ja no hi és en aquest temple. Segons algunes fotografies, es podia veure el Sant Esteve al centre i els sants Pere i Pau als costats. A la part central superior hi havia una figura amb una capa o una falda (una verge?). Als costats superiors hi havien dos àngels. I a la part inferior l'altar, orientat cara a Déu (totes les mises preconciliars es feien així i en llatí, tot i que els goigs, sempre havien sigut excepcionalment cantats en llengua vernàcula).
Tot i això, el retaule  encara figura al web del Patrimoni arquitectònic.